# Armoire d'autel
 (janvier 2023).

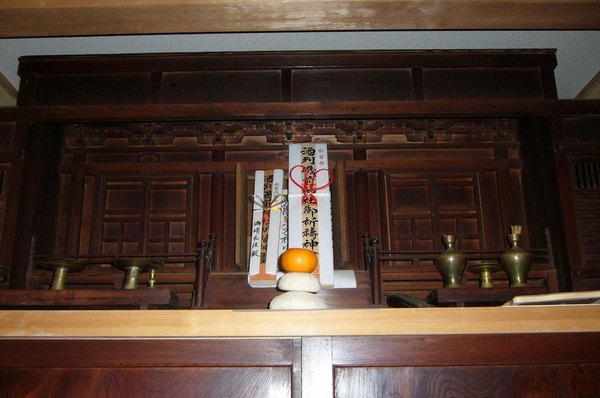

Une armoire d'autel (en chinois simplifié : 神樓, Shénlóu ; en chinois traditionnel : 神楼, Shénlóu) est un objet religieux utilisé dans le culte des ancêtres, la religion traditionnelle chinoise et le shintoïsme. Le cabinet de l’autel a à peu près la forme d’une bibliothèque et est généralement richement décoré avec des motifs de fleurs et d’animaux mythiques chinois. Sur la deuxième étagère supérieure se trouve l’autel ancestral. Sur elle se trouvent des tablettes ancestrales dans une rangée. Les armoires d’autel sont nécessaires car dans les petites maisons et les appartements, il n’y a pas assez d’espace pour consacrer une pièce entière en tant que citang. L’armoire de l’autel est placée dans un bon coin du salon au moyen du feng shui. Les armoires d’autel ne sont pas seulement pour les ancêtres d’une famille, certaines ont une armoire d’autel séparée pour une divinité chinoise particulière.